# Pikmin 4
Pikmin 4 je realtimová strategie vydaná firmou Nintendo. Vyšla na Nintendo Switch jako 4. hlavní hra v sérii Pikmin.
Příběh hry se odehrává na planetě PNF-404, která je podobná Zemi. Cílem hry je zachránil kapitána Olimara, který na planetě ztroskotal. Hráč hraje za sebou vytvořeného člena posádky Rescue Corps a za mimozemského psíka Oatchiho. Pomocí píšťaly, kterou má hlavní postava ve skafandru, ovládá rostlinná stvoření Pikmin. 
Pikmin 4 je nejdelší hrou v sérii. Hra je velmi přizpůsobena novým hráčům. Je velmi vysoce hodnocena kritiky.

## Průběh hry
Hráč ovládá skupinku až 100 Pikminů, prozkoumává planetu, sbírá poklady a snaží se najít kapitána Olimara. Aby se hráč dostal k Olimarovi, musí nasbírat dostatek Sparklium, které dostane za přenešení pokladů k raketě. Ve hře jsou 4 hlavní režimy.
- Denní průzkum planety – Hráč prozkoumává planetu ve dne s časovým limitem. V tomto limitu může sbírat poklady, bojovat s nepřáteli či vlézt do jeskyně.[3]
- Průzkum jeskyní – V jeskyních neubíhá časový limit. Hráč zde sbírá poklady, bojuje s nepřáteli a řeší hlavolamy. Většina jeskyní má více než 1 patro.[3]
- Noční průzkum planety – Při nočních misích se hráč snaží obránit Lumiknoll před více agresivními nepřáteli pomocí Glow Pikminů.[3]
- Dandori souboje – Hráč zde soutěží proti nepřátelskému kapitánovi či jinému hráčovi ve sběru objektů. Za každý objekt se dostává jiný počet bodů. Vyhrává ten, kdo má více bodů.[3]